# La Villeneuve-Bellenoye-et-la-Maize
 La Villeneuve-Bellenoye-et-la-Maize   es una población y comuna francesa, situada en la región de Franco Condado, departamento de Alto Saona, en el distrito de Vesoul y cantón de Vesoul-Est.

## Demografía
| 341                       | 302 | 326 | 109 | 432 | 418 | 428 | 423 | 409 | 384 | 372 | 348 | 372 | 337 | 314 | 305 | 295 | 272 | 259 | 223 | 220 | 171 | 182 | 140 | 143 | 158 | 150 | 123 | 103 | 86 | 135 | 162 | 140 | 129 |
| (Fuente: INSEE y Cassini) |     |     |     |     |     |     |     |     |     |     |     |     |     |     |     |     |     |     |     |     |     |     |     |     |     |     |     |     |    |     |     |     |     |